# Franciszek Ksawery Branicki

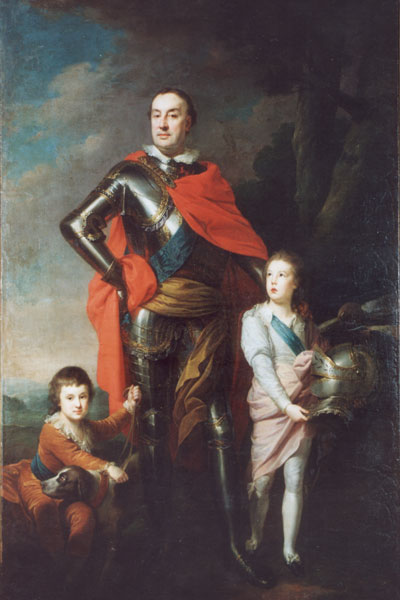
Franciszek Ksawery Branicki

Franciszek Ksawery Branicki, född 1731, död 1819, var en polsk riksfältherre.
Branicki tillhörde den lågadliga släkten Korczak, som antagit utdöda ätten Branicis namn. Efter militär utbildning i Frankrike deltog han i sjuårskriget. Återkommen till Polen anslöt han sig till Stanisław Poniatowski. Han lär vid ett tillfälle ha räddat den blivande kungens liv, och efter dennes tronbestigning överöstes Branicki med förmåner. Han blev kronstorjägare 1766 och slutligen 1773 kronstorfältherre. Branicki medverkade kraftigt till undertryckandet av bondeupproret i Ukraina, och deltog i Radamkonfederationen 1767, bekämpade konfederationen i Bar 1768 och var en av det rysksinnade frihetspartiets huvudmän. Som sådan uppträdde han mot 1791 års författning, trots att han själv undertecknat den, och var med om att bilda den ryktbara konfederationen i Targowica 1792. Efter Polens sista delning 1795 spelade han inte mera någon politisk roll och dog ensam och föraktad i Biala Cerkiew.
Gift med Aleksandra von Engelhardt 1781. 
Hans brevväxling med Poniatowski utgav av L. Gumplowicz 1872.